# Rocinela runga
Rocinela runga är en kräftdjursart som beskrevs av Bruce 2009. Rocinela runga ingår i släktet Rocinela och familjen Aegidae. Inga underarter finns listade i Catalogue of Life.